# Campeonato Nacional (Argentina)
O Campeonato Nacional, ou Torneio Nacional — como ficou mais conhecido —, foi um certame de futebol da Argentina organizado pela AFA, que foi realizado no âmbito da Primeira Divisão do país, entre 1967 e 1985, teve um total de dezenove edições, que foram caracterizadas por frequentes mudanças na estrutura do torneio, variando de uma edição para outra, incluindo o número de participantes. O torneio, em suas quinze primeiras edições, foi disputado no segundo semestre do ano, após a conclusão do certame regular, conhecido como Torneio Metropolitano, enquanto que em suas últimas quatro edições, foram disputadas antes do campeonato tradicional. A primeira edição foi composta por 12 equipes do Metropolitano e quatro do Regional, e foi vencida pelo Independiente.
Este torneio foi criado por iniciativa de Valentín Suárez, então presidente da AFA, a fim de federalizar a competição, incorporando equipes do interior do país, indiretamente filiadas à AFA através das ligas regionais nucleadas no Conselho Federal. Para selecionar essas equipes foi instituído o Torneio Regional, cuja concepção piramidal, com base na distribuição geográfica dos clubes, terminando na classificação para o Nacional; ao qual foi adicionado, a partir de 1970, o sistema de lugares fixos, em que as regiões de maior sucesso incluíam diretamente um ou mais classificados, que foram campeões de liga ou vencedores de competições classificatórias. Esses lugares variaram de acordo com as diferentes edições e corresponderam a cidade de Mar del Plata, o conglomerado de Gran Mendoza, a província de Córdoba, a província de Jujuy, a província de Salta, a província de Tucumán e a cidade de San Juan. Para eles foram adicionados as equipes diretamente filiados, cuja participação foi determinada por um regulamento que foi mudando ao longo do tempo.
O Campeonato Nacional, assim como o Metropolitano, foi extinguido para abrir caminho para temporadas no estilo das europeias a partir da disputada da Primera División de 1985-86, quando também foi estabelecido a realização de apenas um torneio por temporada. Com esta reforma iniciada em 1985, passou a incluir regularmente as equipes indiretamente filiadas nos campeonatos oficiais por meio de um sistema de acesso e descenso, através da criação do Torneio Nacional B.
O número de participantes desta competição variou entre um mínimo de 16 (1967 e 1968) e um máximo de 36 (1974). Geralmente o campeão, e às vezes o vice-campeão, se classificavam para a Copa Libertadores da América.

## Lista de Campeões
| Ano  | Campeão                 | Vice-campeão            |
| ---- | ----------------------- | ----------------------- |
| 1967 | Independiente           | Estudiantes de La Plata |
| 1968 | Vélez Sársfield         | River Plate             |
| 1969 | Boca Juniors            | River Plate             |
| 1970 | Boca Juniors            | Rosario Central         |
| 1971 | Rosario Central         | San Lorenzo             |
| 1972 | San Lorenzo             | River Plate             |
| 1973 | Rosario Central         | River Plate             |
| 1974 | San Lorenzo             | Rosario Central         |
| 1975 | River Plate             | Estudiantes de La Plata |
| 1976 | Boca Juniors            | River Plate             |
| 1977 | Independiente           | Talleres (C)            |
| 1978 | Independiente           | River Plate             |
| 1979 | River Plate             | Unión                   |
| 1980 | Rosario Central         | Racing de Córdoba       |
| 1981 | River Plate             | Ferro Carril Oeste      |
| 1982 | Ferro Carril Oeste      | Quilmes                 |
| 1983 | Estudiantes de La Plata | Independiente           |
| 1984 | Ferro Carril Oeste      | River Plate             |
| 1985 | Argentinos Juniors      | Vélez Sársfield         |

## Títulos por clube
| Clube                   | Títulos | Vices | 3º lugar | 4º lugar |
| ----------------------- | ------- | ----- | -------- | -------- |
| River Plate             | 3       | 7     | 1        | -        |
| Rosario Central         | 3       | 2     | -        | 1        |
| Independiente           | 3       | 1     | -        | 3        |
| Boca Juniors            | 3       | -     | 1        | -        |
| San Lorenzo             | 2       | 1     | 2        | 1        |
| Ferro Carril Oeste      | 2       | 1     | -        | -        |
| Estudiantes (LP)        | 1       | 2     | -        | 2        |
| Vélez Sársfield         | 1       | 1     | 2        | 1        |
| Argentinos Juniors      | 1       | -     | -        | 1        |
| Talleres (C)            | -       | 1     | -        | 4        |
| Unión                   | -       | 1     | -        | 1        |
| Quilmes                 | -       | 1     | -        | -        |
| Racing (C)              | -       | 1     | -        | -        |
| Atlanta                 | -       | -     | 1        | -        |
| Racing                  | -       | -     | 1        | -        |
| Newell's Old Boys       | -       | -     | -        | 3        |
| Atlético Tucumán        | -       | -     | -        | 1        |
| Chacarita Juniors       | -       | -     | -        | 1        |
| Gimnasia y Esgrima (LP) | -       | -     | -        | 1        |
| Huracán                 | -       | -     | -        | 1        |
| Temperley               | -       | -     | -        | 1        |